# Todd Brooker
Todd Brooker (ur. 24 listopada 1959 w Waterloo) – kanadyjski narciarz alpejski, specjalista biegu zjazdowego.

## Kariera
Startował w zawodach w latach 1977-1987. Pierwsze punkty w zawodach Pucharu Świata zdobył 13 grudnia 1981 roku w Val Gardena, zajmując czternaste miejsce w zjeździe. Na podium zawodów tego cyklu po raz pierwszy stanął 6 marca 1982 roku w Aspen, kończąc zjazd na drugiej pozycji. W zawodach tych rozdzielił Petera Müllera ze Szwajcarii i Austriaka Helmuta Höflehnera. Łącznie siedem razy plasował się w najlepszej trójce, odnosząc trzy zwycięstwa: 22 stycznia 1983 roku w Kitzbühel, 6 marca 1983 roku w Aspen i 2 marca 1985 roku w Furano był najlepszy w zjazdach. Najlepsze wyniki osiągnął w sezonie 1983/1984, kiedy zajął 25. miejsce w klasyfikacji generalnej. Ponadto w sezonie 1984/1985 był siódmy w klasyfikacji zjazdu, a w sezonach 1982/1983 i 1983/1984 zajmował w tej klasyfikacji dziewiąte miejsce.
W 1984 roku reprezentował barwy Kanady na igrzyskach olimpijskich w Sarajewie, gdzie zajął w biegu zjazdowym dziewiąte miejsce. Taki sam wynik osiągnął na mistrzostwach świata w Bormio w 1985 roku. Zajął też trzynaste miejsce w tej konkurencji podczas rozgrywanych trzy lata wcześniej mistrzostw świata w Schladming.
Podobnie jak inni kanadyjscy alpejczycy znany był z ryzykownego stylu jazdy. Jego kariera została znacznie ograniczona przez liczne kontuzje. W 1987 roku uczestniczył w wyjątkowo groźnie wyglądającym wypadku w Kitzbühel, który zakończył jego karierę. Został uhonorowany nagrodą im. Johnny’ego F. Bassetta, przyznawaną ambasadorom kanadyjskiego sportu, w 1991 r. wpisano go do Hall of Fame Kanadyjskiego Narciarstwa. Po zakończeniu kariery zawodniczej był m.in. komentatorem telewizyjnym.

## Osiągnięcia

### Igrzyska olimpijskie
| Miejsce | Dzień     | Rok  | Miejscowość | Konkurencja | Czas biegu | Strata | Zwycięzca    |
| ------- | --------- | ---- | ----------- | ----------- | ---------- | ------ | ------------ |
| 9.      | 16 lutego | 1984 | Sarajewo    | Zjazd       | 1:45,59    | +1,05  | Bill Johnson |

### Mistrzostwa świata
| Miejsce | Dzień    | Rok  | Miejscowość | Konkurencja | Czas biegu | Strata | Zwycięzca         |
| ------- | -------- | ---- | ----------- | ----------- | ---------- | ------ | ----------------- |
| 13.     | 6 lutego | 1982 | Schladming  | Zjazd       | 1:55,10    | +2,06  | Harti Weirather   |
| 9.      | 3 lutego | 1985 | Bormio      | Zjazd       | 2:06,68    | +1,37  | Pirmin Zurbriggen |

### Puchar Świata

#### Miejsca w klasyfikacji generalnej
- sezon 1981/1982: 32.
- sezon 1982/1983: 27.
- sezon 1983/1984: 25.
- sezon 1984/1985: 29.
- sezon 1985/1986: 83.
- sezon 1986/1987: 71.

#### Miejsca na podium w zawodach
1. Aspen – 6 marca 1982 (zjazd) – 2. miejsce
2. Kitzbühel – 22 stycznia 1983 (zjazd) – 1. miejsce
3. Aspen – 6 marca 1983 (zjazd) – 1. miejsce
4. Val d’Isère – 9 grudnia 1983 (zjazd) – 2. miejsce
5. Val Gardena – 18 grudnia 1983 (zjazd) – 2. miejsce
6. Kitzbühel – 12 stycznia 1985 (zjazd) – 3. miejsce
7. Furano – 2 marca 1985 (zjazd) – 1. miejsce